# 左翼社会党

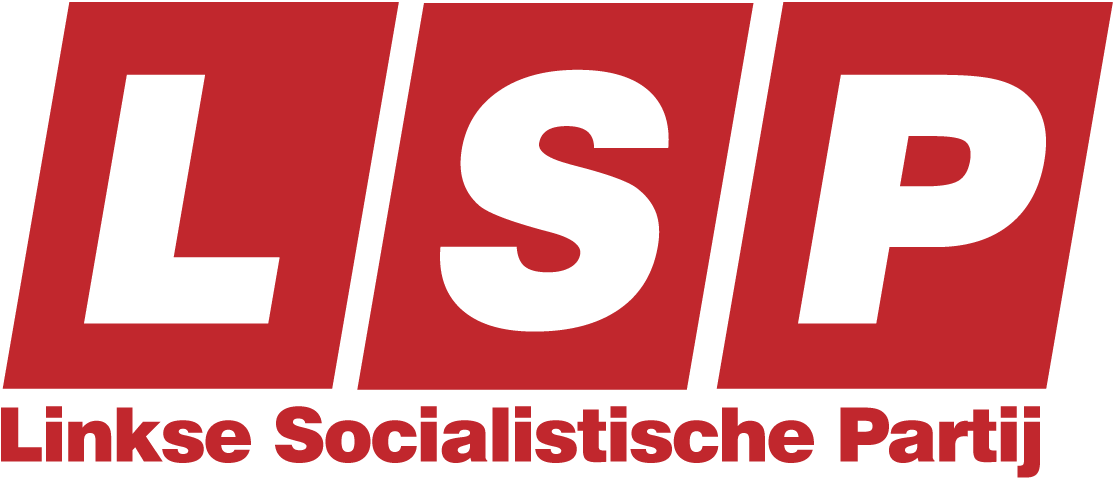
左翼社会党标志

左翼社会党（荷蘭語：Linkse Socialistische Partij，缩写为LSP），又称斗争社会党（法語：Parti Socialiste de Lutte，缩写为PSL），是比利时的一个托洛茨基主义政党。该党成立于1992年。该党的意识形态是社会主义、马克思主义、托洛茨基主义。该党的政治立场是极左翼。该党实行集体领导。该党的学生翼是“行动左翼学生”。该党的总部位于布鲁塞尔。该党出版报纸《左翼社会主义者》和《社会主义斗争》。该党是左翼阵线的成员以及国际社会主义替代的支部。该党曾派代表出席欧洲反资本主义左翼的会议。